# Laelia rubescens
Laelia rubescens, llamada popularmente en algunos lugares flor de la concepción, es una especie epifita que pertenece a la familia Orchidaceae. Es nativa de México y América Central

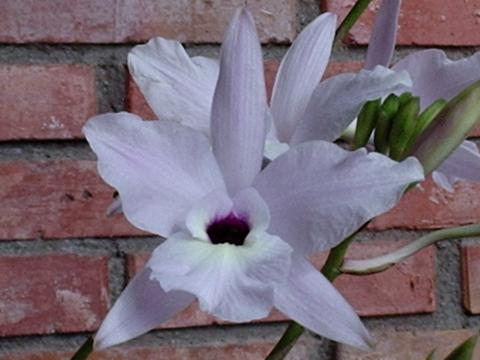
Detalle de la flor

## Descripción
Es una orquídea de tamaño grande, con hábitos de epifita de hasta 70 cm de alto; con pseudobulbos agrupados y superpuestos, orbiculares, 7 cm de largo y 4 cm de ancho, fuertemente comprimidos, 1-foliados. Tiene una sola hoja, oblongo-elíptica, hasta 15 cm de largo y 4 cm de ancho, ápice retuso, carnoso-coriácea; pecíolo corto. Inflorescencia con escapo floral alargado, terminal, terete, revestido de 3 vainas apretadas, raquis subcorimboso con varias flores, la bráctea floral lanceolada, 7 mm de largo, acuminada, las flores desde blancas hasta rosadas con una mancha grande de color purpúreo obscuro en el labelo, columna purpúrea; sépalos linear-lanceolados, 3.8 cm de largo y 0.8 cm de ancho, subagudos; pétalos anchamente elípticos, 3.8 cm de largo y 1.6 cm de ancho, obtusos; labelo libre o levemente adnado a la columna, oblongo, 3 cm de largo y 2.2 cm de ancho por arriba de los lobos laterales, 3-lobado cerca de la mitad, los lobos laterales dolabriformes, obtusos, encorvdos y abrazando la columna, el lobo medio cuneado, retuso, disco con 2 laminillas paralelas desde la base del labelo hasta la base del lobo medio; columna clavada, 10 mm de largo, la antera terminal, operculada, incumbente, 2-locular con los lóculos septados, polinios 8, ceráceos; ovario y pedicelo juntos 3 cm de largo, el ovario delgado, flexuoso.

## Distribución y hábitat
Se encuentra en Centroamérica en las  zonas secas y regiones boscosas en bosques estacionalmente secos, de hojas caducas en una elevación de nivel del mar a los 1.700 metros en los troncos de los árboles expuestos en el que resiste a pleno sol durante horas, sin embargo, se exponen al movimiento del aire para enfriarse.
En México se distribuye principalmente en Colima, Jalisco, Guerrero, Oaxaca y Chiapas.

## Nombres comunes
Flor de la concepción.

## Estado de conservación
Citada en el Apéndice II de CITES.

## Taxonomía
Laelia rubescens fue descrita por John Lindley y publicado en Edwards's Botanical Register 26: t. 41, also misc. 20. 1840.
Etimología
Laelia: nombre genérico que ha sido nombrado por "Laelia", una de las vírgenes vestales, o por el nombre romano de "Laelius", perteneciente a una antigua familia romana.
rubescens: epíteto latíno que significa "rojizo".
Sinonimia
- Amalia acuminata (Lindl.) Heynh.
- Amalia peduncularis (Lindl.) Heynh.
- Amalia rubescens (Lindl.) Heynh.
- Bletia acuminata (Lindl.) Rchb.f.
- Bletia peduncularis (Lindl.) Rchb.f.
- Bletia rubescens (Lindl.) Rchb.f.
- Bletia violacea (Rchb.f.) Rchb.f.
- Cattleya acuminata (Lindl.) Beer
- Cattleya peduncularis (Lindl.) Beer
- Cattleya rubescens (Lindl.) Beer
- Laelia acuminata Lindl.
- Laelia inconspicua H.G.Jones
- Laelia peduncularis Lindl.
- Laelia pubescens Lem.
- Laelia rubescens f. peduncularis (Lindl.) Halb.
- Laelia violacea Rchb.f.[8][9]